# باشگاه فوتبال زاریا بالتی
باشگاه فوتبال زاریا بالتی یک باشگاه فوتبال مولداوی است که در بالتی، مولداوی واقع شده‌است. آنها در بخش ملی مولداوی، دسته برتر فوتبال مولداوی بازی می‌کنند. بین سال‌های ۱۹۹۹ تا ۲۰۱۴ این تیم با نام اُلمپیا بالتی شناخته می‌شد.

## تاریخ
این باشگاه در سال ۱۹۸۴(میلادی) با نام زاریا بالتی و در سال ۱۹۹۱، زمانی که مولداوی استقلال خود را به دست آورد، نام این باشگاه به اُلمپیا بالتی تغییر یافت. در ژوئیه ۲۰۱۴ تصمیم گرفته شد که به نام قدیمی یعنی زاریا بالتی بازگردانده شود.
زاریا بالتی در دسامبر ۲۰۰۹ به دلیل ارائه یک مناقصه آنلاین که از طریق آن برنده قراردادی یک ساله به عنوان بازیکن با باشگاه منعقد می‌کرد، شهرت جهانی به دست آورد. برنده این مناقصه یک تاجر برزیلی بود که دوران کوتاهی به عنوان فوتبالیست در کشور خود داشت. با این وجود، برنده مناقصه این موقعیت را رد کرد و اظهار داشت که از آنجایی که او هرگز هزینه درخواست را نپرداخته‌است، فرض کرده‌است که پیشنهاد او در نظر گرفته نخواهد شد. در آوریل ۲۰۱۰، باشگاه برای یک دور جدید پیشنهاد داد. ولی با این حال، برنده هرگز اعلام نشد.

### تاریخچه نام
- زاریا بالتی (۱۹۸۴–۱۹۹۱)
- اُلمپیا بالتی (۱۹۹۱–۲۰۱۴)
- زاریا بالتی (۲۰۱۹–۲۰۱۴)

## افتخارات
- جام حذفی فوتبال مولداوی :

برندگان (۱): ۲۰۱۵–۱۶
نایب قهرمان (۲): ۲۰۱۰–۱۱، ۲۰۱۶–۱۷
- سوپر جام فوتبال مولداوی

نایب قهرمان (۱): ۲۰۱۶
- سطح A مولداوی (سطح دوم):

برندگان (۱): ۲۰۲۰–۲۱

## عملکرد در رقابتهایی اروپایی
لیگ اروپا
| فصل     | مرحله     | باشگاه         | بازی خانگی | بازی‌بیرون از خانه | مجموع      |
| ------- | --------- | -------------- | ---------- | ----------------- | ---------- |
| ۲۰۱۰–۱۱ | مرحله اول | خزر لنکران     | ۰–۰        | ۱–۱               | ۱-۱ (۱)    |
| ۲۰۱۰–۱۱ | مرحله دوم | دینامو بخارست  | ۰–۲        | ۱–۵               | ۷-۱        |
| ۲۰۱۶–۱۷ | مرحله اول | ویدتون         | ۲–۰        | ۰–۳               | ۳-۲        |
| ۲۰۱۷–۱۸ | مرحله اول | سارایوو        | ۲–۱        | ۱–۲               | ۳-۳(۵-۶ p) |
| ۲۰۱۷–۱۸ | مرحله دوم | آپولون لیماسول | ۱–۲        | ۰–۳               | ۵-۱        |
| ۲۰۱۸–۱۹ | مرحله اول | گورنیک زابره   | ۱–۱        | ۰–۱               | ۲-۱        |

یادداشت
- مرحله اول: مرحله مقدماتی اول
- مرحله دوم: مرحله مقدماتی دوم